# NamX HUV
Der NamX HUV (für Hydrogen Utility Vehicle) ist ein 2022 vorgestellter Prototyp. Der französisch-marokkanische Automobilhersteller Namx möchte das wasserstoffbetriebene SUV ab 2025 produzieren.

## Geschichte
Der NAMX HUV wurde am 11. Mai 2022 in Italien vorgestellt. Er ist das Ergebnis einer vierjährigen Entwicklungs- und Zusammenarbeit zwischen dem italienischen Karosseriebauer Pininfarina und dem neuen französisch-marokkanischen Automobilhersteller NamX (für New Automotive and Mobility Exploration).

## Technik
Eine Besonderheit des HUV sind die austauschbaren Wasserstofftanks. Neben einem konventionellen Wasserstofftank, der mit unter Druck stehendem Gas betankt wird, verfügt das Modell über sechs austauschbare Wasserstofftanks und ermöglicht so eine Reichweite von 800 Kilometern. Dieses System ermöglicht es, die sechs abnehmbaren Tanks auszutauschen, ohne den Haupttank „vollzutanken“, da Wasserstofftankstellen nicht sehr verbreitet sind. Das SUV arbeitet mit einer Brennstoffzelle und ist damit ein Elektroauto. In der Version mit Heckantrieb leistet der Motor 220 kW (300 PS), während die Version mit Allradantrieb zwei Motoren mit einer Gesamtleistung von 404 kW (550 PS) hat. Die Beschleunigung von 0 auf 100 km/h wird mit 6,5 bzw. 4,5 s angegeben. Die Höchstgeschwindigkeit liegt bei 200 bzw. 250 km/h.